# 风暴季节
《风暴季节》(Sezon burz) 是波兰奇幻作家安杰伊·萨普科夫斯基的《猎魔人》系列中第六部长篇小说，2013年由SuperNowa出版。

## 情节
故事发生在《白狼崛起》的几个故事之间。利维亚的杰洛特在凯拉克王国杀死了一只怪物后，以侵吞公款的罪名被逮捕，两把剑也丢了。之后他被保释，却发现自己的逮捕和保释都是出自同一个人之手，于是他去拜访红发女术士丽塔·尼德（昵称“珊瑚”）并询问原因。
珊瑚解释说她这样做是因为几位里斯博格城堡的法师有件事想要委托杰洛特，而她想要证明自己的能力。之后杰洛特被卷入法师们的阴谋之中，并经历了凯拉克国王的政变。
终章发生的时间在《湖中女士》故事的一百零五年之后。

## 改编
黑马漫画出版的猎魔人漫画第二卷《Fox Children》改编自书中的故事。

## 脚注
1. ↑   具体的时间在“三个愿望”之后，“逐恶而来”之前
2. ↑   在《精灵之血》中提到她多年后死于索登山之战